# Edward Adelbert Doisy

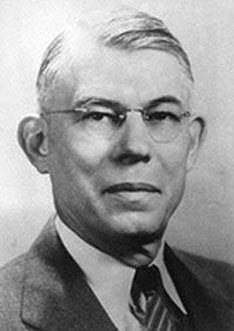
Edward Adelbert Doisy

Edward Adelbert Doisy (* 13. November 1893 in Hume, Illinois; † 23. Oktober 1986 in St. Louis, Missouri) war ein US-amerikanischer Biochemiker und Hochschullehrer an der Saint Louis University. Er beschäftigte sich mit Studien über Geschlechtshormone sowie Vitamin K1 (Phyllochinon) und Vitamin K2 (Menachinon).
Für seine Entdeckung der chemischen Natur des Vitamins K erhielt er 1943 gemeinsam mit Henrik Dam den Nobelpreis für Medizin.

## Leben
Doisy studierte an der University of Illinois mit dem Art's Bachelor-Abschluss 1914 und an der Medical School der Harvard University, an der er 1916 den Master of Science-Abschluss in Biochemie erwarb. Nach dem Dienst im Sanitätskorps im Ersten Weltkrieg wurde er 1920 in Harvard promoviert. Er war ab 1919 Dozent und danach Associate Professor und 1923 Professor für Biochemie an der Washington University Medical School in St. Louis/Missouri. Außerdem leitete er die Abteilung Biochemie im St. Mary’s Hospital in St. Louis. 1965 wurde er emeritiert.
1938 wurde Doisy in die National Academy of Sciences, 1942 in die American Philosophical Society und 1948 in die American Academy of Arts and Sciences gewählt.

## Werk
1923/1924 entwickelte Doisy einen (im Vergleich zum Corner-Allen-Test) einfachen sowie spezifischen und biologischen Östrogentest, den Allen-Doisy-Test, welcher zusätzlich nach dem Anatom und Physiologen Edgar Allen (1892–1943) benannt wurde, mit dem zusammen Doisy 1923 an der Washington University Medical School in St. Louis/Missouri entdeckt hatte, dass Extrakte aus Ovarialfollikeln in der Vaginalschleimhaut kastrierter Mäuse und Ratten verhornende Zellen („Schollen“) hervorrufen, die bei geschlechtsreifen Tieren sonst nur während der Läufigkeit gefunden werden. Fälschlicherweise wurde zunächst angenommen, dass Östrogen das einzige Ovarialhormon sei. Er isolierte 1929, unabhängig von Adolf Butenandt, dem zu dieser Zeit dasselbe in Deutschland gelang, das weibliche Sexualhormon Estron, das sich ebenfalls mit dem Allen-Doisy-Test nachweisen lässt. 1939 isolierte Doisy Vitamin K1 (Phyllochinon) aus der Luzerne (unabhängig von Dam) und ihm gelang auch die Synthese (unabhängig von Louis Frederick Fieser).
Doisy trug auch zur Verbesserung der Methoden zur Isolation und Identifikation von Insulin bei, befasste sich mit Antibiotika, Blut-Puffern und dem Gallensäure-Stoffwechsel.

## Veröffentlichungen
- Sex Hormones 1936
- mit Edgar Allen und Charles Haskell Danforth: Sex and Internal Secretions, 1939